# Палац Августів

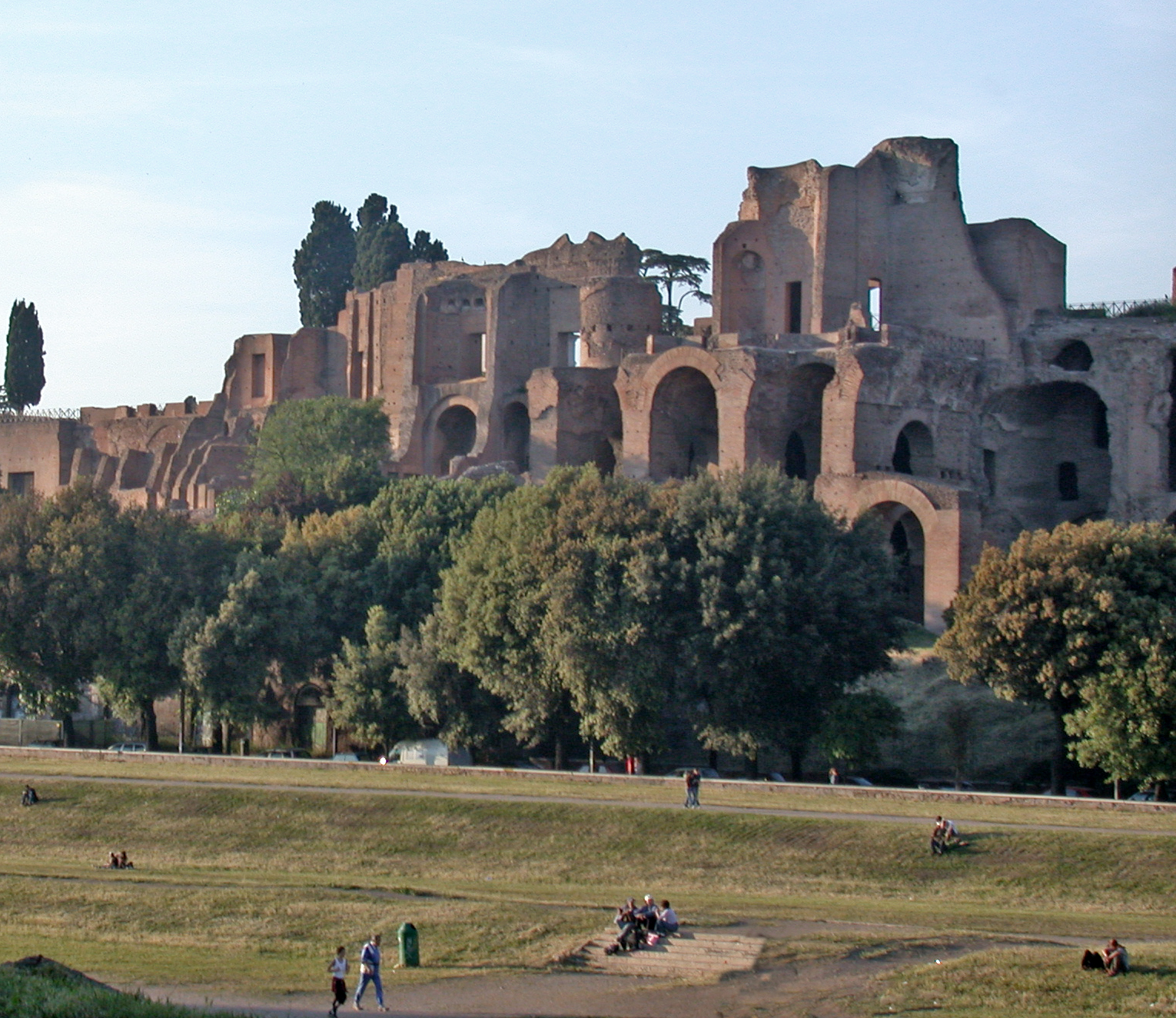
Вигляд на руїни палацу з Circus Maximus.

Палац Августів (лат. Domus Augustana) — античний палацовий комплекс на Палатині в Римі, побудований наприкінці 1 століття імператором Доміціаном.
До комплексу імператорського палацу Доміціана входили цей палац, який служив особистою резиденцією імператорів, і Палац Флавіїв, що використовували як будівлю офіційних делегацій.
Палац Августів був двоповерховою житловою будівлею з великим двором і садом зі східної сторони, яку традиційно називають іподромом через свою витягнуту форму. Палац, розташований у південній частині пагорба, височів над Великим цирком і мав вигляд з іншого боку на Римський форум. Велику Ескедру, розташовану із східної сторони, побудовано у часи Гадріана.

## Галерея

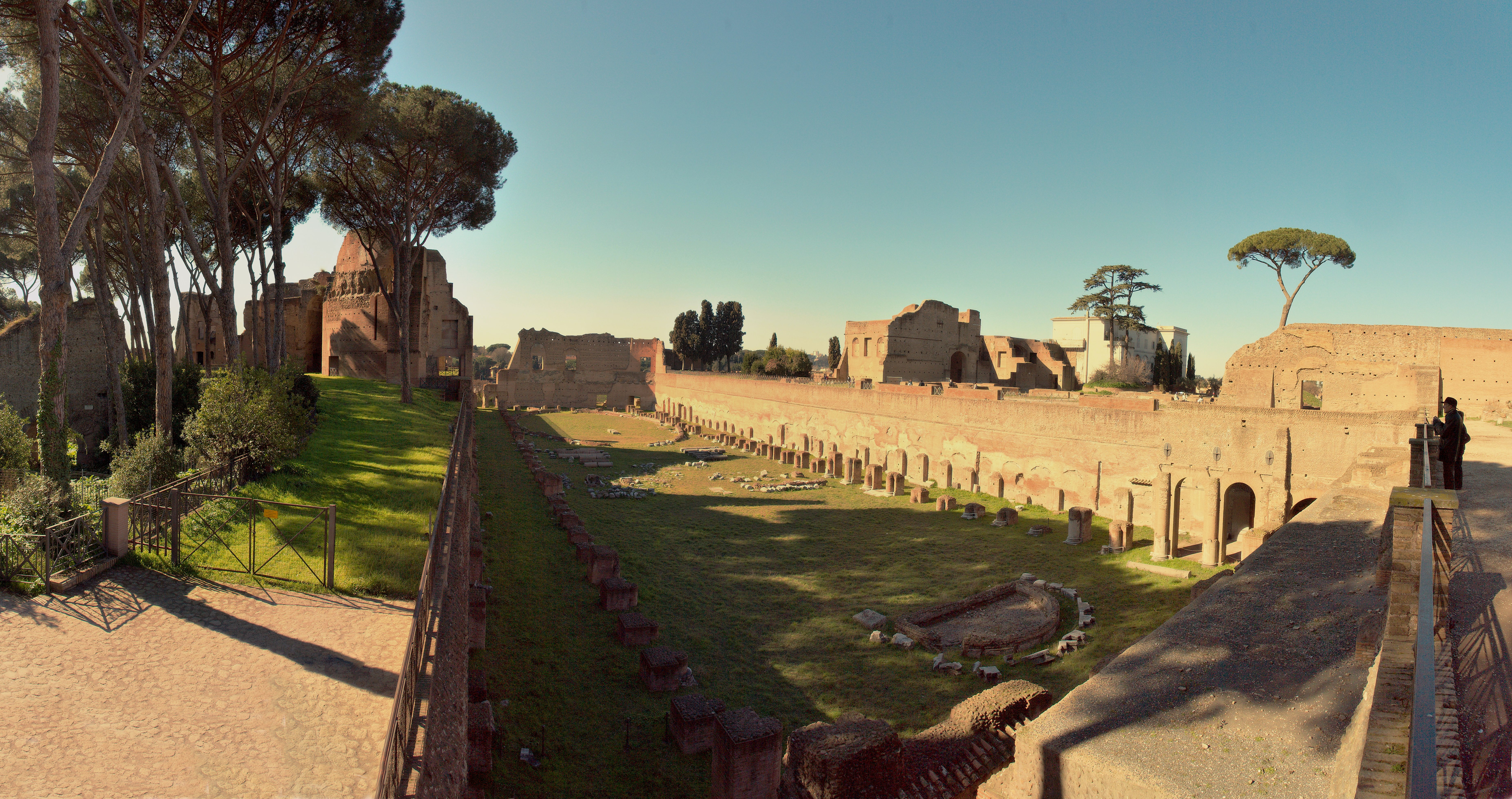
Гіподром
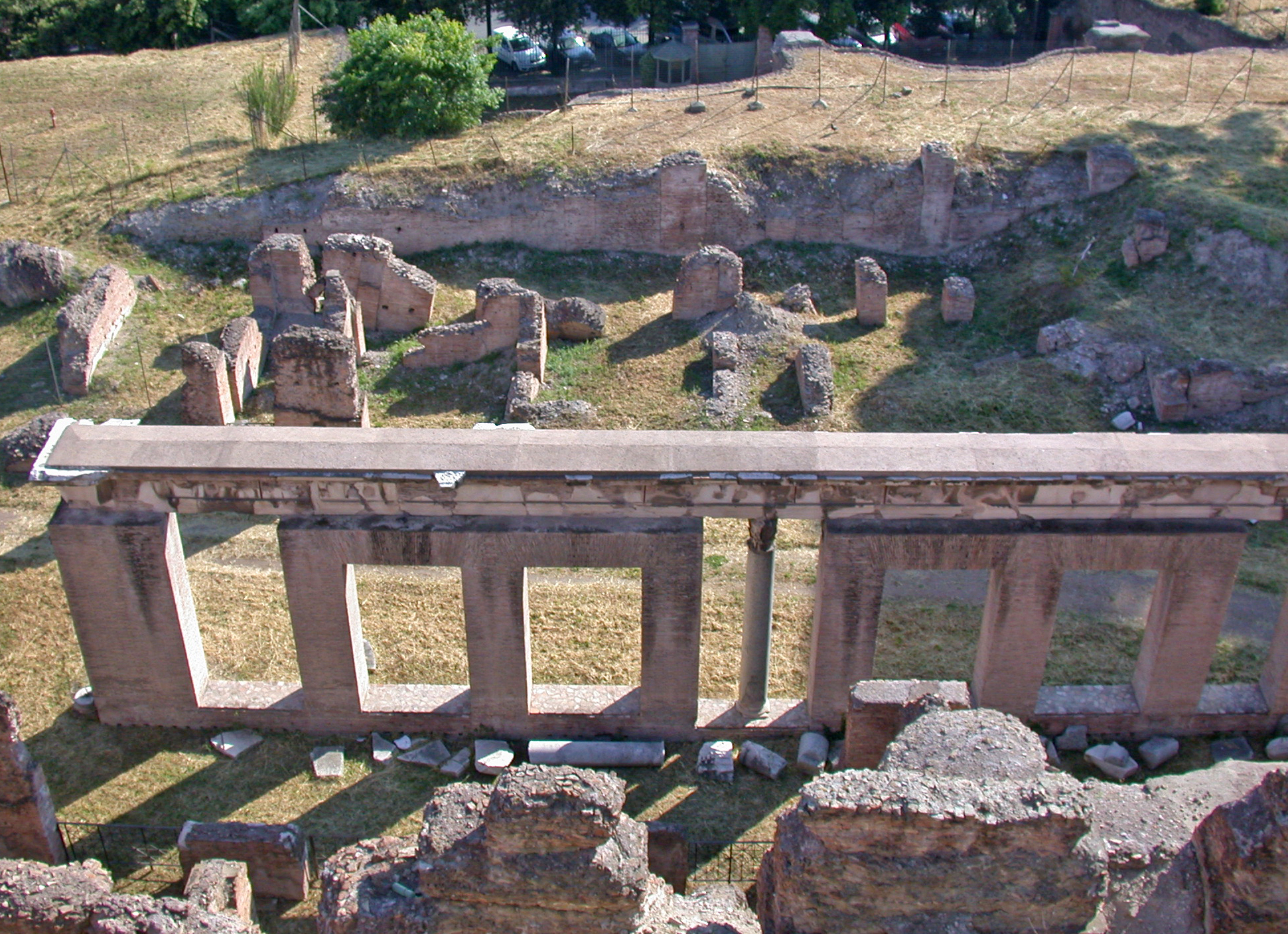
Paedagogium
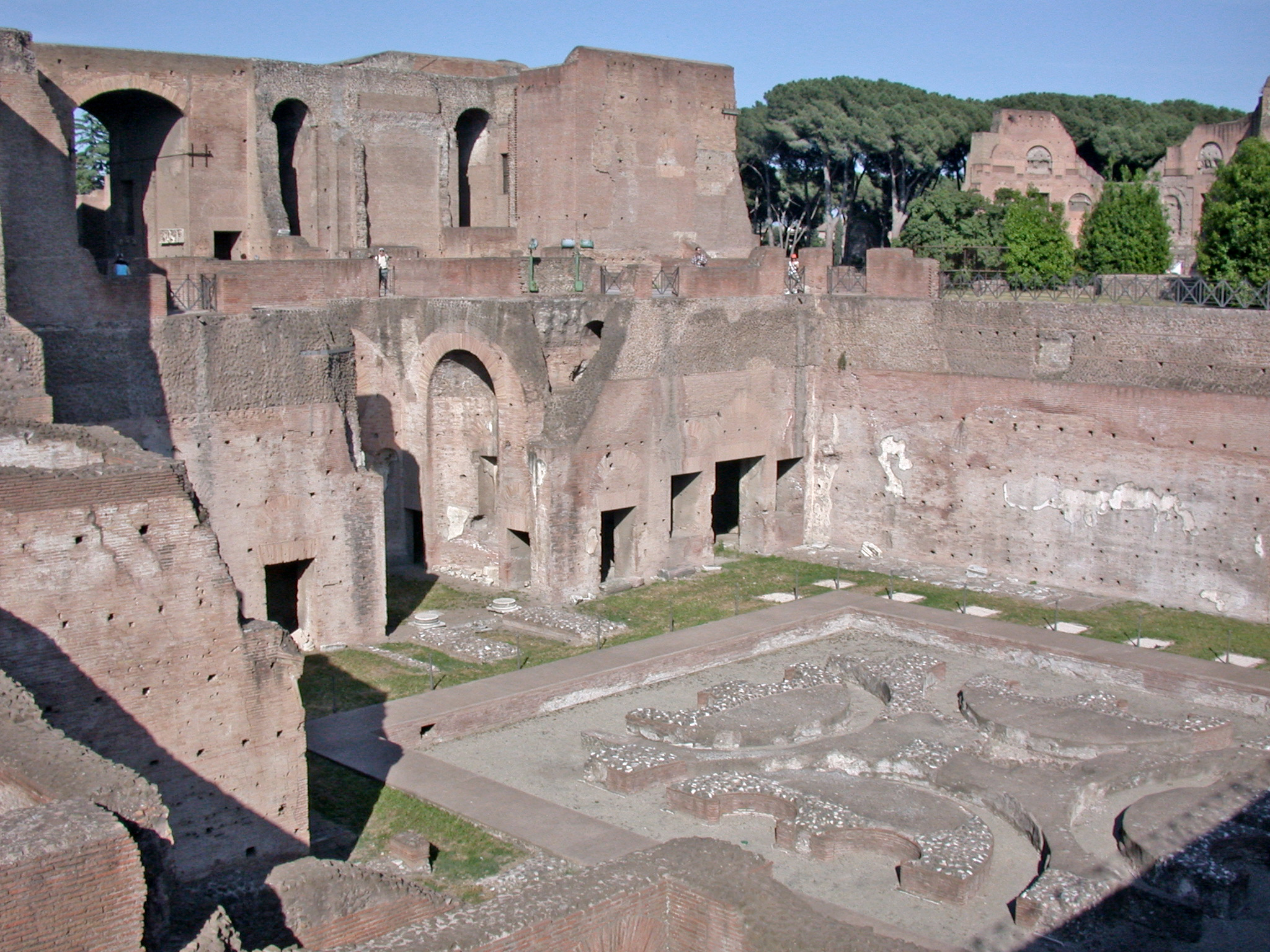
Domus Augustana, внутрішній двір
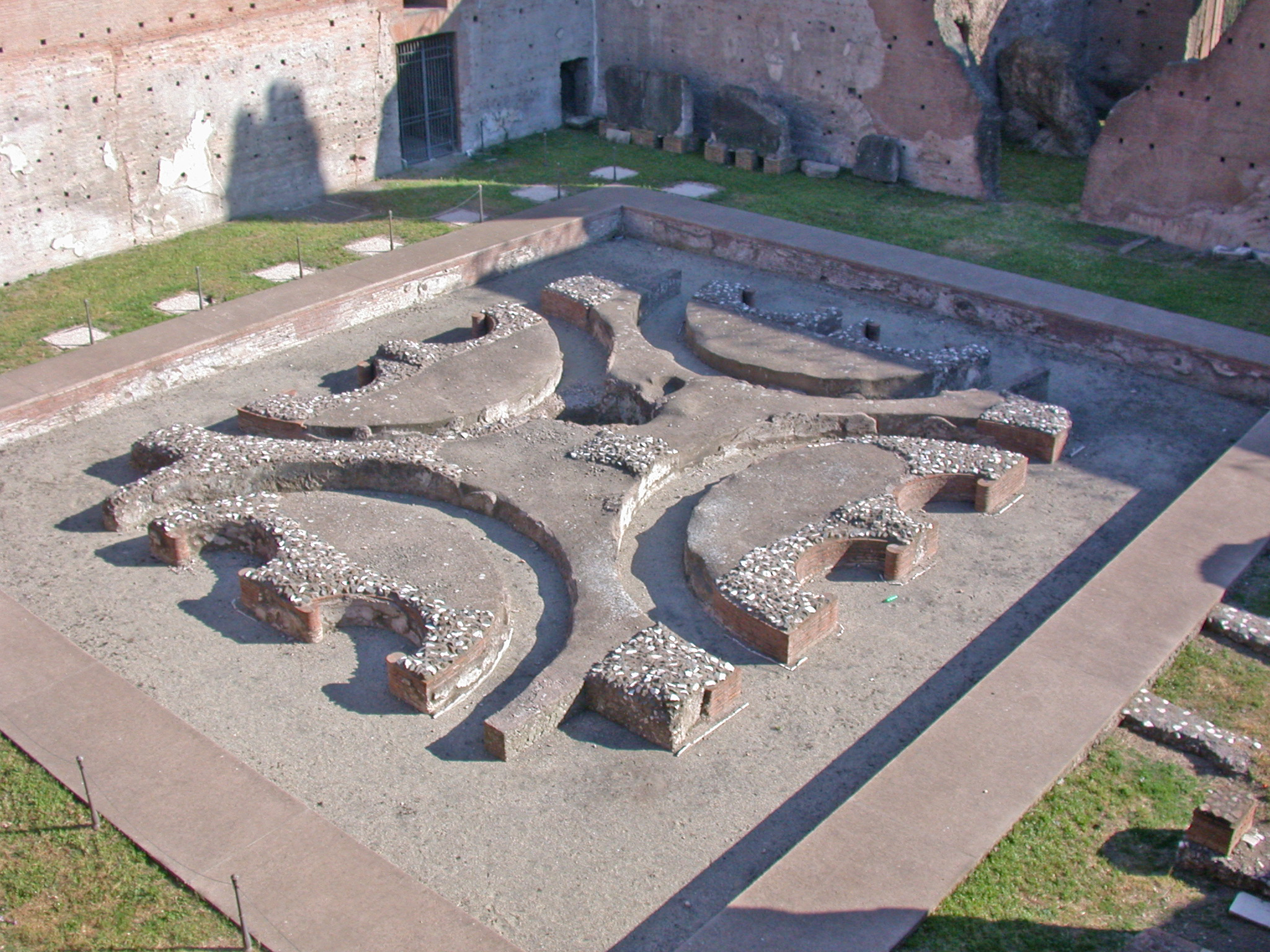
Domus Augustana, внутрішній двір